# Liste der Gemeinden auf Martinique

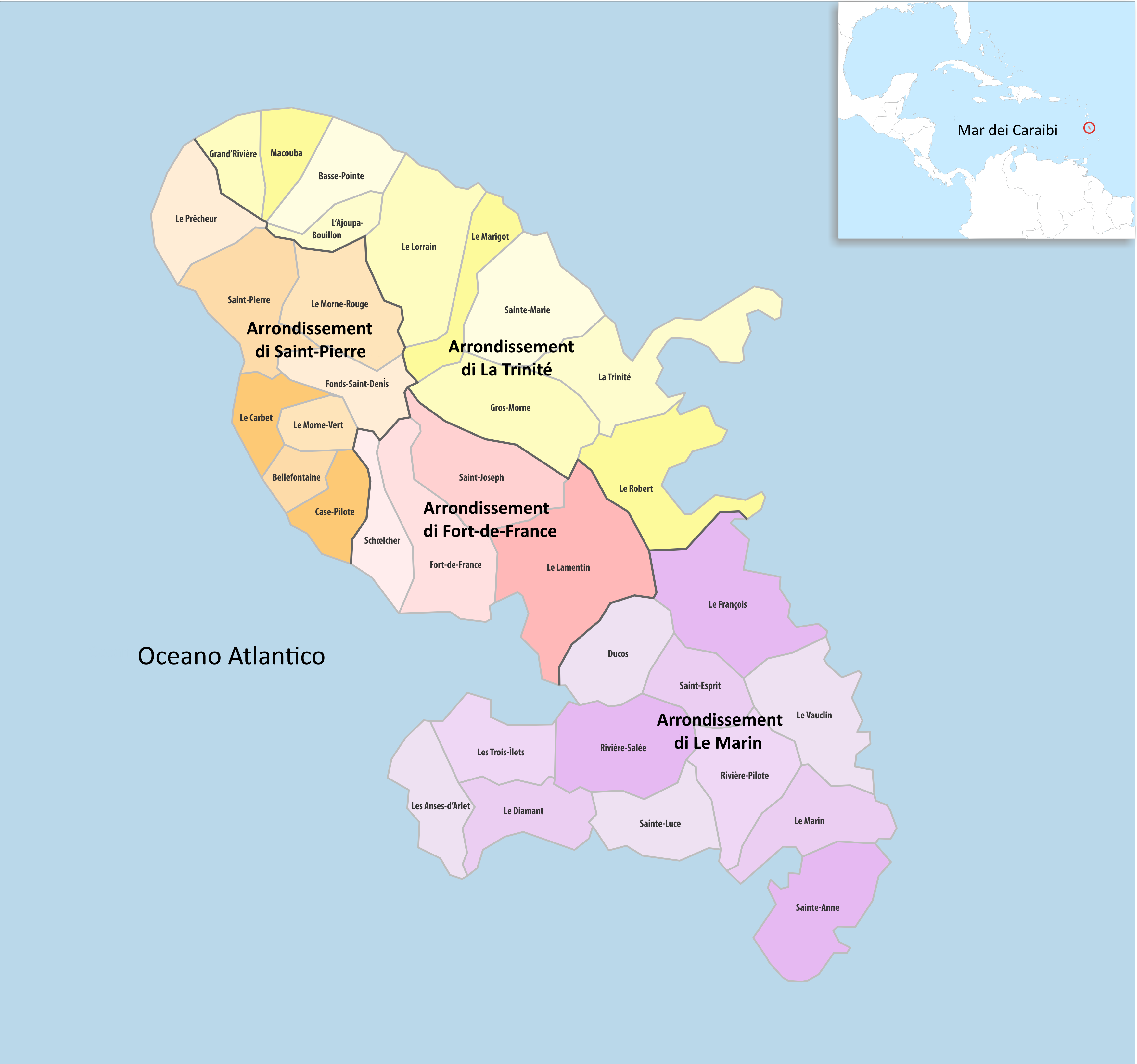
Gemeinden von Martinique

In Martinique gibt es vier Arrondissements und 34 Gemeinden (Stand 1. Januar 2022).
| Code INSEE | PLZ         | Gemeinde          | Einwohner (Stand 1. Januar 2022) | Fläche in km² | Einwohner je km² | Kanton bis am 31. Dezember 2015 | Arrondissement | Gemeindeverband             |
| ---------- | ----------- | ----------------- | -------------------------------- | ------------- | ---------------- | --- | -------------- | --------------------------- |
| 97203      | 97218       | Basse-Pointe      | 2.810                            | 27,95         | 101              | Basse-Pointe | La Trinité     | Pays Nord Martinique        |
| 97234      | 97222       | Bellefontaine     | 1.824                            | 11,89         | 153              | Case-Pilote-Bellefontaine | Saint-Pierre   | Pays Nord Martinique        |
| 97205      | 97222       | Case-Pilote       | 4.524                            | 18,44         | 245              | Case-Pilote-Bellefontaine | Saint-Pierre   | Pays Nord Martinique        |
| 97207      | 97224       | Ducos             | 17.837                           | 37,69         | 473              | Ducos | Le Marin       | Espace Sud de la Martinique |
| 97208      | 97250       | Fonds-Saint-Denis | 641                              | 24,28         | 26               | Saint-Pierre | Saint-Pierre   | Pays Nord Martinique        |
| 97209      | 97200 97234 | Fort-de-France    | 75.165                           | 44,21         | 1700             | Fort-de-France-1 Fort-de-France-2 Fort-de-France-3 Fort-de-France-4 Fort-de-France-5 Fort-de-France-6 Fort-de-France-7 Fort-de-France-8 Fort-de-France-9 Fort-de-France-10 | Fort-de-France | Centre de la Martinique     |
| 97211      | 97218       | Grand’Rivière     | 508                              | 16,60         | 31               | Macouba | La Trinité     | Pays Nord Martinique        |
| 97212      | 97213       | Gros-Morne        | 9.752                            | 54,25         | 180              | Gros-Morne | La Trinité     | Pays Nord Martinique        |
| 97201      | 97216       | L’Ajoupa-Bouillon | 1.693                            | 12,30         | 138              | L’Ajoupa-Bouillon | La Trinité     | Pays Nord Martinique        |
| 97230      | 97220       | La Trinité        | 11.622                           | 45,77         | 254              | La Trinité | La Trinité     | Pays Nord Martinique        |
| 97204      | 97221       | Le Carbet         | 3.619                            | 36,00         | 101              | Le Carbet | Saint-Pierre   | Pays Nord Martinique        |
| 97206      | 97223       | Le Diamant        | 5.924                            | 27,34         | 217              | Le Diamant | Le Marin       | Espace Sud de la Martinique |
| 97210      | 97240       | Le François       | 15.858                           | 53,93         | 294              | Le François-1 Nord Le François-2 Sud | Le Marin       | Espace Sud de la Martinique |
| 97213      | 97232       | Le Lamentin       | 39.346                           | 62,32         | 631              | Le Lamentin-1 Sud-Bourg Le Lamentin-2 Nord Le Lamentin-3 Est | Fort-de-France | Centre de la Martinique     |
| 97214      | 97214       | Le Lorrain        | 6.607                            | 50,33         | 131              | Le Lorrain | La Trinité     | Pays Nord Martinique        |
| 97216      | 97225       | Le Marigot        | 2.991                            | 21,63         | 138              | Le Marigot | La Trinité     | Pays Nord Martinique        |
| 97217      | 97290       | Le Marin          | 8.526                            | 31,54         | 270              | Le Marin | Le Marin       | Espace Sud de la Martinique |
| 97218      | 97260       | Le Morne-Rouge    | 4.469                            | 37,64         | 119              | Le Morne-Rouge | Saint-Pierre   | Pays Nord Martinique        |
| 97233      | 97226       | Le Morne-Vert     | 1.748                            | 13,37         | 131              | Le Carbet | Saint-Pierre   | Pays Nord Martinique        |
| 97219      | 97250       | Le Prêcheur       | 1.463                            | 29,92         | 49               | Le Prêcheur | Saint-Pierre   | Pays Nord Martinique        |
| 97222      | 97231       | Le Robert         | 21.490                           | 47,30         | 454              | Le Robert-1 Sud Le Robert-2 Nord | La Trinité     | Pays Nord Martinique        |
| 97232      | 97280       | Le Vauclin        | 8.481                            | 39,06         | 217              | Le Vauclin | Le Marin       | Espace Sud de la Martinique |
| 97202      | 97217       | Les Anses-d’Arlet | 3.874                            | 25,92         | 149              | Les Anses-d’Arlet | Le Marin       | Espace Sud de la Martinique |
| 97231      | 97229       | Les Trois-Îlets   | 6.735                            | 28,60         | 235              | Les Trois-Îlets | Le Marin       | Espace Sud de la Martinique |
| 97215      | 97218       | Macouba           | 1.001                            | 16,93         | 59               | Macouba | La Trinité     | Pays Nord Martinique        |
| 97220      | 97211       | Rivière-Pilote    | 11.797                           | 35,78         | 330              | Rivière-Pilote | Le Marin       | Espace Sud de la Martinique |
| 97221      | 97215       | Rivière-Salée     | 11.818                           | 39,38         | 300              | Rivière-Salée | Le Marin       | Espace Sud de la Martinique |
| 97226      | 97227       | Sainte-Anne       | 4.491                            | 38,42         | 117              | Sainte-Anne | Le Marin       | Espace Sud de la Martinique |
| 97227      | 97228       | Sainte-Luce       | 9.275                            | 28,02         | 331              | Sainte-Luce | Le Marin       | Espace Sud de la Martinique |
| 97228      | 97230       | Sainte-Marie      | 14.827                           | 44,55         | 333              | Sainte-Marie-1 Nord Sainte-Marie-2 Sud | La Trinité     | Pays Nord Martinique        |
| 97223      | 97270       | Saint-Esprit      | 10.422                           | 23,46         | 444              | Saint-Esprit | Le Marin       | Espace Sud de la Martinique |
| 97224      | 97212       | Saint-Joseph      | 16.470                           | 43,29         | 380              | Saint-Joseph | Fort-de-France | Centre de la Martinique     |
| 97225      | 97250       | Saint-Pierre      | 4.069                            | 38,72         | 105              | Saint-Pierre | Saint-Pierre   | Pays Nord Martinique        |
| 97229      | 97233       | Schœlcher         | 19.342                           | 21,17         | 914              | Schœlcher-1 Schœlcher-2 | Fort-de-France | Centre de la Martinique     |